# Municipio de Riga (Míchigan)
El municipio de Riga (en inglés: Riga Township) es un municipio ubicado en el condado de Lenawee en el estado estadounidense de Míchigan. En el año 2010 tenía una población de 1406 habitantes y una densidad poblacional de 13,29 personas por km².

## Geografía
El municipio de Riga se encuentra ubicado en las coordenadas 41°46′12″N 83°49′58″O / 41.77000, -83.83278. Según la Oficina del Censo de los Estados Unidos, el municipio tiene una superficie total de 105.83 km², de la cual 105,83 km² corresponden a tierra firme y (0 %) 0 km² es agua.

## Demografía
Según el censo de 2010, había 1406 personas residiendo en el municipio de Riga. La densidad de población era de 13,29 hab./km². De los 1406 habitantes, el municipio de Riga estaba compuesto por el 97,23 % blancos, el 0,28 % eran amerindios, el 0,21 % eran asiáticos, el 1 % eran de otras razas y el 1,28 % eran de una mezcla de razas. Del total de la población el 3,63 % eran hispanos o latinos de cualquier raza.